# Michel Pensée
Michel Pensée, född 16 juni 1973 i Yaoundé i Kamerun, är en kamerunsk före detta fotbollsspelare.